# Rivières, Gard
Rivières är en kommun i departementet Gard i regionen Occitanien i södra Frankrike. Kommunen ligger i kantonen Barjac som tillhör arrondissementet Alès. År 2022 hade Rivières 424 invånare.

## Befolkningsutveckling
Antalet invånare i kommunen Rivières
Referens:INSEE